# Ямской (Оренбургская область)
Ямской — упразднённый посёлок в Северном районе Оренбургской области. На момент упразднения входил в состав сельского поселения Стародомосейкинский сельсовет. Исключен из учётных данных в 1997 году.

## География
Располагался на левом берегу реки Сок в месте впадения в неё реки Ямская, на расстоянии, примерно, 4 километров к юго-западу от села Стародомосейкино.

## История
По данным на 1931 год посёлок состоял из 24 хозяйств. В административном отношении входил в состав Старо-Борискинского сельсовета Боклинского района Средневолжского края.
По данным на 1939 год посёлок входил в состав Старо-Борискинского сельсовета Сок-Кармалинского района. В посёлке действовал колхоз имени Политотдела.
Постановление Законодательного Собрания Оренбургской области от 29 декабря 1997 г. посёлок исключен из учётных данных.

## Население
По данным на 1930 год в посёлке проживало 139 человек, основное население — мордва.